# Canton de Carquefou
Le canton de Carquefou est une circonscription électorale française située dans le département de la Loire-Atlantique (région Pays de la Loire).

## Histoire
- De 1833 à 1848, les cantons de Carquefou et de La Chapelle-sur-Erdre avaient le même conseiller général. Le nombre de conseillers généraux était limité à 30 par département[5].

- À la suite du redécoupage cantonal de 2014, le nombre de communes du canton reste inchangé[4].

## Représentation

### Conseillers d'arrondissement (de 1833 à 1940)
| Période                                  | Période          | Identité                                                       | Étiquette       | Qualité |
| ---------------------------------------- | ---------------- | -------------------------------------------------------------- | --------------- | --- |
| 1833                                     | 1834             | Noël Marchix de La Chambre                                     |                 | Propriétaire à Carquefou                                                                                    |
|                                          |                  |                                                                |                 | |
| 1839                                     | 1842             | Félix Alfred Guimberteau de La Malolière (1798-1848)           |                 | Propriétaire, contrôleur des contributions, maire de Carquefou                                              |
| 1842                                     | 1845             |                                                                |                 | |
| 1845                                     | 1848             | M. Moreau                                                      |                 | Juge de paix à Carquefou                                                                                    |
|                                          |                  |                                                                |                 | |
|                                          | 1885 (démission) | Charles Pellerin de La Vergne                                  | Droite          | Maire de Boussay Elu conseiller général du canton de Clisson en 1885                                        |
| 8 novembre 1885                          |                  | Jean Mathieu de Vienne                                         | Droite          | Propriétaire du château de Thouaré-sur-Loire                                                                |
|                                          |                  |                                                                |                 | |
|                                          | 1901             | Émile Hardouin                                                 |                 | Maire de Carquefou                                                                                          |
| 1901                                     | 1928 (décès)     | Baron André de Cassin de Kainlis (1862-1928)                   | Droite          | Ancien lieutenant de Dragons, maire de Carquefou                                                            |
| 1928                                     | 1934             | René de Cassin Baron de Kainlis (1900-1970, fils du précédent) | URD             | Propriétaire à Carquefou                                                                                    |
| 1934                                     | 1940             | Arthur Écomard                                                 | Union nationale | Maire de Carquefou, décédé en 1944                                                                          |
| 1940                                     |                  |                                                                |                 | Les conseils d'arrondissement ont été suspendus par la loi du 12 octobre 1940 et n'ont jamais été réactivés |
| Les données manquantes sont à compléter. |                  |                                                                |                 | |

### Conseillers généraux de 1833 à 2015
| Période | Période      | Identité                                                                   | Étiquette          | Qualité |
| ------- | ------------ | -------------------------------------------------------------------------- | ------------------ | --- |
| 1833    | 1839         | André Julien Linsens de Lépinay                                            |                    | Propriétaire à Nantes et à Carquefou                                                                                     |
| 1839    | 1848         | Ernest Poictevin de La Rochette                                            | Droite légitimiste | Propriétaire agricole Propriétaire du château de Monchoix à Assérac Député (1848-1851 et 1871-1876) Sénateur (1875-1876) |
| 1848    | 1852         | Elzéar Bouvais de la Fleuriais                                             |                    | Maire de Carquefou (1848-1852 et 1864-1865)                                                                              |
| 1852    | 1864         | Charles de Valori                                                          |                    | Maire de Sainte-Luce-sur-Loire (1851-1863)                                                                               |
| 1864    | 1899 (décès) | Albert Gaspard Bertin, Vicomte Boucher d'Argis de Guillerville (1822-1899) | Droite Royaliste   | Propriétaire Maire de Carquefou (1882-1899)                                                                              |
| 1899    | 1934         | Marquis Albert de Dion                                                     | Conservateur       | Industriel automobile Député (1902-1923) Sénateur (1923-1941)                                                            |
| 1934    | 1940         | Baron René de Cassin de Kainlis                                            | URD                | Propriétaire à Carquefou, conseiller d'arrondissement                                                                    |
|         |              |                                                                            |                    | |
| 1945    | 1949         | Albert Guéneau de Montbeillard (1892-1977)                                 | PRL                | Ancien chef d'escadron de cavalerie Maire de Carquefou (1944-1953)                                                       |
| 1949    | 1955         | Jean Moussion                                                              | DVD                | Médecin, Thouaré-sur-Loire                                                                                               |
| 1955    | 1973         | Louis Fouchard                                                             | DVD                | Viticulteur Maire de Carquefou (1953-1971)                                                                               |
| 1973    | 1985         | Pierre Stalder (1924-2002)                                                 | DVD puis UDF-CDS   | Chef d'études SNCF Maire de Carquefou (1977-1983)                                                                        |
| 1985    | 2004         | Pierre Brasselet                                                           | DVD                | Cadre de la SNCF Maire de Sainte-Luce-sur-Loire (1983-2007)                                                              |
| 2004    | 2015         | Bernard Aunette                                                            | PS                 | Enseignant Maire de Sainte-Luce-sur-Loire (2007-2014)                                                                    |

### Conseillers départementaux à partir de 2015
| Période élective | Période élective | Mandat | Mandat   | Identité                    | Nuance | Nuance | Qualité                                                                           |
| ---------------- | ---------------- | ------ | -------- | --------------------------- | ------ | ------ | --------------------------------------------------------------------------------- |
| 2015             | 2021             | 2015   | 2021     | Véronique Dubettier-Grenier |        | DVD    | Maire de Carquefou (depuis 2014)                                                  |
| 2015             | 2021             | 2015   | 2021     | Serge Mounier               |        | DVD    | Chef de projet dans la grande distribution Maire de Thouaré-sur-Loire (2014-2020) |
| 2021             | 2028             | 2021   | en cours | Véronique Dubettier-Grenier |        | DVD    | Conseillère sortante                                                              |
| 2021             | 2028             | 2021   | en cours | Serge Mounier               |        | DVD    | Conseiller sortant                                                                |

### Résultats détaillés

#### Élections de mars 2015
À l'issue du 1er tour des élections départementales de 2015, deux binômes sont en ballottage : Véronique Dubettier-Grenier et Serge Mounier (Union de la Droite, 44,92 %) et Bernard Chesneau et Elsa Régent-Pennuen (PS, 30,08 %). Le taux de participation est de 52,38 % (17 523 votants sur 33 454 inscrits) contre 50,7 % au niveau départemental et 50,17 % au niveau national.
Au second tour, Véronique Dubettier-Grenier et Serge Mounier (Union de la Droite) sont élus avec 58,5 % des suffrages exprimés et un taux de participation de 50,83 % (9 267 voix pour 17 006 votants et 33 454 inscrits).

#### Élections de juin 2021
Le premier tour des élections départementales de 2021 est marqué par un très faible taux de participation (33,26 % au niveau national). Dans le canton de Carquefou, ce taux de participation est de 33,72 % (12 328 votants sur 36 562 inscrits) contre 31,09 % au niveau départemental. À l'issue de ce premier tour, deux binômes sont en ballottage : Véronique Dubettier-Grenier et Serge Mounier (DVD, 37,98 %) et Catherine Corbes et Jean-Christophe Loez (DVG, 34,91 %).
Le second tour des élections est marqué une nouvelle fois par une abstention massive équivalente au premier tour. Les taux de participation sont de 34,36 % au niveau national, 32,4 % dans le département et 36,05 % dans le canton de Carquefou. Véronique Dubettier-Grenier et Serge Mounier (DVD) sont élus avec 54,99 % des suffrages exprimés (7 010 voix pour 13 185 votants et 36 570 inscrits),,. 

## Composition

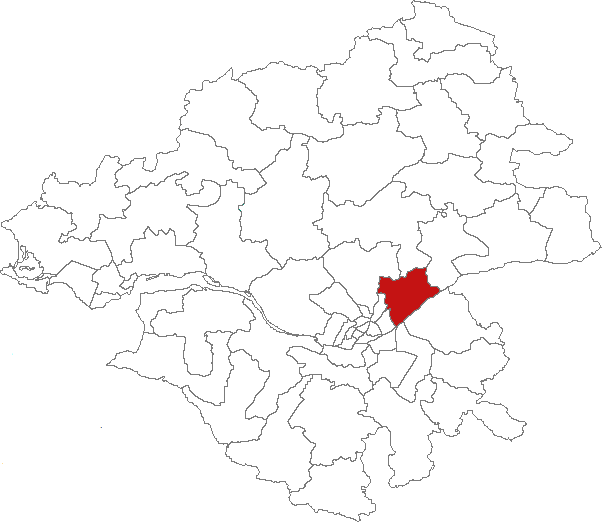
Situation du canton de Carquefou dans le département de la Loire-Atlantique avant 2015.

Depuis sa création, le canton de Carquefou compte quatre communes.
| Nom                               | Code Insee | Intercommunalité | Superficie (km2) | Population (dernière pop. légale) | Densité (hab./km2) | Modifier                                    |
| --------------------------------- | ---------- | ---------------- | ---------------- | --------------------------------- | ------------------ | ------------------------------------------- |
| Carquefou (bureau centralisateur) | 44026      | Nantes Métropole | 43,42            | 20 535 (2022)                     | 473                | modifier les données · modifier les données |
| Mauves-sur-Loire                  | 44094      | Nantes Métropole | 14,75            | 3 393 (2022)                      | 230                | modifier les données · modifier les données |
| Sainte-Luce-sur-Loire             | 44172      | Nantes Métropole | 11,45            | 16 227 (2022)                     | 1 417              | modifier les données · modifier les données |
| Thouaré-sur-Loire                 | 44204      | Nantes Métropole | 12,76            | 10 956 (2022)                     | 859                | modifier les données · modifier les données |
| Canton de Carquefou               | 4404       |                  | 82,38            | 51 111 (2022)                     | 620                | modifier les données                        |

## Démographie

### Démographie avant 2015
| 1962  | 1968   | 1975   | 1982   | 1990   | 1999   | 2006   | 2011   | 2012   |
| ----- | ------ | ------ | ------ | ------ | ------ | ------ | ------ | ------ |
| 9 284 | 10 541 | 16 806 | 24 707 | 29 803 | 35 706 | 39 909 | 41 663 | 43 354 |

### Démographie depuis 2015
En 2022, le canton comptait 51 111 habitants, en évolution de +7,34 % par rapport à 2016 (Loire-Atlantique : +6,68 %, France hors Mayotte : +2,11 %).
| 2013   | 2018   | 2022   |
| ------ | ------ | ------ |
| 44 699 | 48 761 | 51 111 |